# Мулова черепаха червона
Мулова черепаха червона (Kinosternon subrubrum) — вид черепах з роду Американські мулові черепахи родини Мулові черепахи. Має 3 підвиди. Інша назва «пенсильванська мулова черепаха».

## Опис
Це невелика черепаха, загальним розміром 8—12 см. Дорослі особини мають гладенький, невисокий овальний панцир, крайові щитки не розширені. У молодих черепах вздовж карапаксу проходять три поздовжніх гребеня. Пластрон складається з 2 рухливих пластин.
Карапакс забарвлений у оливковий або темно—коричневий колір. Колір пластрону коливається від жовтого до коричневого.

## Спосіб життя
Полюбляє різні водойми: від річок, озер, боліт і зарослих мілководних водойм до солонуватих заток. Ніколи не вилазять на суходіл, за винятком випадків, коли їх водойма пересихає, тоді вони мігрують або зариваються у ґрунт, щоб перечекати посуху. Харчується молюсками, членистоногими, рибою.
У травні настає шлюбний період. Парування звичайно відбувається у воді. У червні самиці відкладають по 2—5 яєць у вириту ямку, іноді у поглиблення під корінням дерева або під колодою.

## Розповсюдження
Це ендемік Сполучених Штатів Америки. Мешкає у штатах Коннектикут, Лонг-Айленд, Нью-Йорк, Пенсільванія, Нью-Джерсі, Делавер, Меріленд, Вірджинія, Північна Кароліна, Південна Кароліна, Джорджія, Алабама, Міссісіпі, Флорида, Луїзіана, Техас, Оклахома, Арканзас, Міссурі, Іллінойс, Теннессі, Кентуккі, Індіана.

## Підвиди
- Kinosternon subrubrum subrubrum
- Kinosternon subrubrum hippocrepis
- Kinosternon subrubrum steindachneri